# Oturen att ha ihjäl en älskare
Oturen att ha ihjäl en älskare (originaltitel: Sibling Rivalry) är en amerikansk film från 1990 i regi av Carl Reiner.

## Rollista i urval
- Kirstie Alley - Marjorie Turner
- Jami Gertz - Jeanine
- Bill Pullman - Nicholas Meany
- Ed O'Neill - Wilbur Meany
- Carrie Fisher - Iris
- Scott Bakula - Harry Turner
- Frances Sternhagen - Rose Turner
- John Randolph - Charles Turner, Sr.
- Sam Elliott - Charle Turner, Jr.